# Muara Sekalo
Muara Sekalo is een bestuurslaag in het regentschap Tebo van de provincie Jambi, Indonesië. Muara Sekalo telt 565 inwoners (volkstelling 2010).